# Sinagoga Simón Attias
La sinagoga Simón Attias es un templo del siglo XIX, situado en Esauira, Marruecos, antiguamente conocida como Mogador. También se la conoce con el nombre de Beth Ha-Knesset Simón Attias, Msod Attias, y Shaarei Tefilah. El templo fue construido en 1882.  
La sinagoga forma una ala de albañilería, el edificio también contenía el hogar del judío Simón Attias. Una única y gran puerta con forma de arco de herradura, conduce hasta el interior del edificio. La sinagoga se encuentra en la segunda planta. En la planta baja había tiendas. La tercera planta contiene las oficinas de los tribunales rabínicos, que resolvían casos tanto personales como comerciales. La sinagoga propiamente es un espacio de dos plantas alto, con unas ventanas con forma de arcos largos y redondos, y una sala para las mujeres. 
El interior de madera fue tallado en Londres. La gran arca de madera que contiene la Torá, unas columnas destacadas, y un frontón redondeado, está decorada con tallas florales. Un gran número de lámparas conmemorativas sobrevivieron en 1993, incluyendo una en memoria de Simón Attias, que murió en 1892. En 1993 la sinagoga estaba en buenas condiciones. En 2009 estaba cerrada por restauración y fue convertida en un museo.